# Station Shichijo
Station Shichijō (七条駅, Shichijō-eki) is een spoorwegstation in de wijk Higashiyama-ku in de Japanse stad  Kyoto. Het wordt aangedaan door de Keihan-lijn. Het station heeft twee sporen, gelegen aan twee zijperrons.

## Treindienst

### Keihan-lijn
| 1 | ■ Keihan-lijn | richting Sanjō en Demachiyanagi                            |
| 2 | ■ Keihan-lijn | richting Hirakatashi, Kyōbashi, Yodoyabashi en Nakanoshima |

## Geschiedenis
Het station werd in 1913 geopend. In 1984 werd er een ondergronds station aangelegd.   

## Overig openbaar vervoer
Bus 100, 206 en 208.

## Stationsomgeving
Rondom het station bevinden zich een groot aantal toeristische attracties, waaronder vele tempels en schrijnen. 
Oostzijde:
- Rijksmuseum van Kioto
- Toyokuni-schrijn
- Hōkō-tempel
- Mimizuka (monument)
- Sanjūsan-Gendō (tempel)
- Yōgen-tempel
- Chishaku-tempel
- Hōjū-tempel
  - Graf van keizer Go-Shirakawa
- Myōhō-tempel
- Hyatt Regency Hotel
- McDonald's
- Circle-K
- FamilyMart

Westzijde
- Station Kioto
- Kamo-rivier
- Shōsei-en (tuin)
- Higashi Hongan-tempel